# 賽爾吉·伊巴卡
塞尔吉·伊巴卡（英語：Serge Ibaka，1989年9月18日—），职业篮球运动员，出生于刚果共和国布拉柴维尔，拥有西班牙與刚果共和国双重国籍。

## 早前的生活
伊巴卡出生于刚果共和国首都布拉柴维尔，伊巴卡有兄弟姐妹18人，他在家中排行第16。他的父母都是职业篮球运动员。他的父亲效力于刚果共和国国家队，而他的母亲则为刚果民主共和国效力。但是因为他母亲的早逝，以及第二次剛果戰爭的爆发，他的父亲带着他们全家离开刚果，北上韋索（Ouésso）暫時定居，但是他的父亲被引渡回刚果并以政治犯囚禁，原因是在戰爭期間逃往敵國。

## NBA前的职业生涯
伊巴卡在17岁时短暫來到法國，并且加入一所了乙级俱乐部。在那里他自学了法語，之后，他来到了西班牙，加入了奧斯皮塔萊特。他在那里场均可以砍下10.2分8.2个篮板，命中率高达55%。2008年，他参加了锐步欧洲训练营，并且拿到了MVP奖项。这也使得他吸引到了NBA球探的注意。一位在训练营观赛的球探说：「他的运动能力已经破表。没人能告诉他，他能变得有多好」。

## NBA生涯
在2008年NBA选秀中，他以第24顺位被西雅图超音速队选中。之后，俄克拉荷马城雷霆（在选秀后的6天超音速更名为雷霆）同意让伊巴卡留在欧洲发展。之后伊巴卡与曼雷萨签订了1份为期3年的合同。这份合同里有一个条款可以令伊巴卡在每个赛季结束后返回NBA。他場均能貢獻5.9分，5.2個籃板和1.2火鍋，
這一切都是在場均僅有17.3分鐘之內做到的。

### 俄克拉何马城雷霆

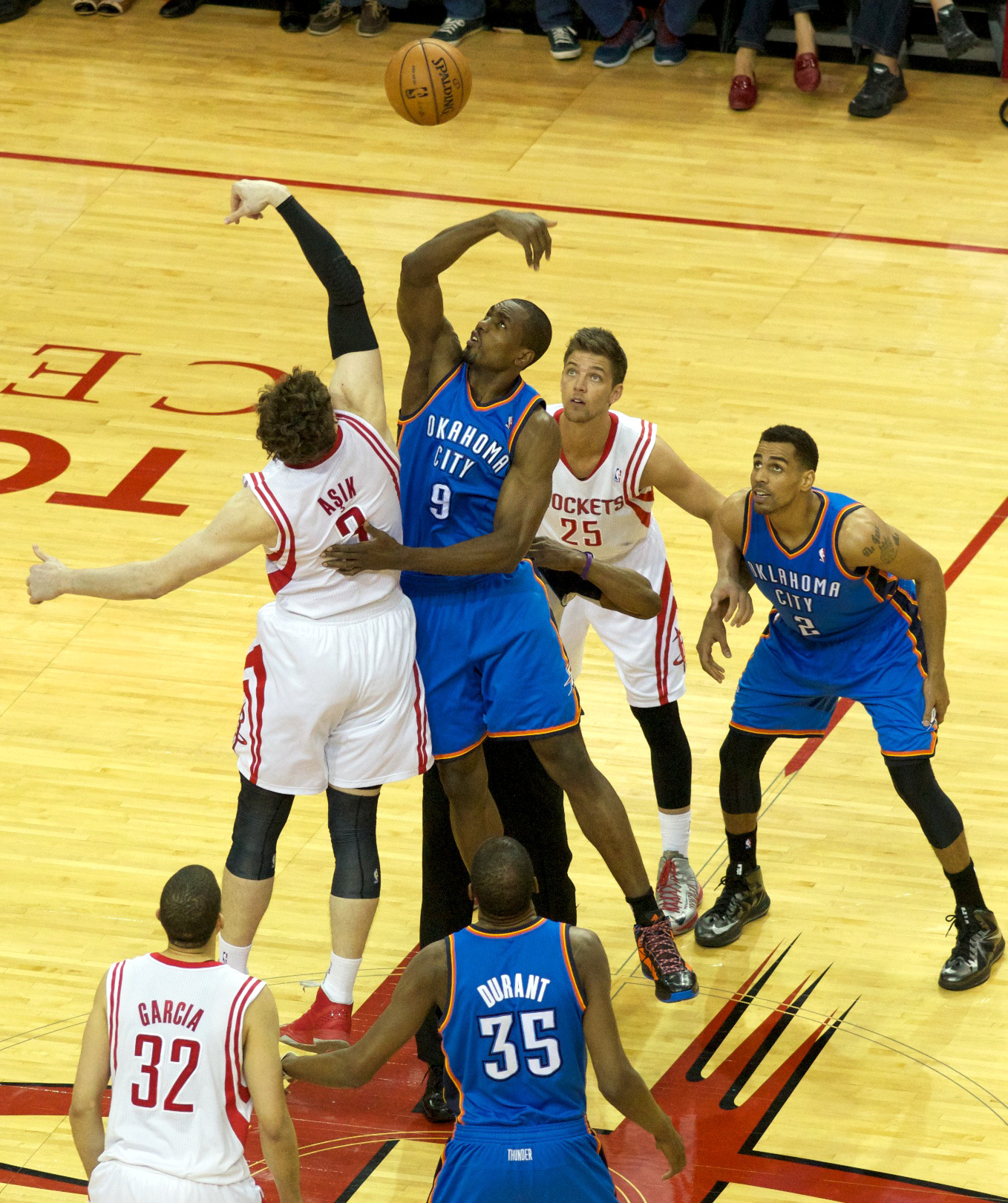
伊巴卡与欧米尔·阿西克在季后赛第一轮第6场跳球

2009年夏天，雷霆帮助伊巴卡买断了他与曼雷萨之间的合同，并与他签订了1份为期2年，并带有两个球队选项的合同。
虽然他仅仅是个NBA菜鸟，但他在新秀赛季便成功地在雷霆的轮换阵容中占有一席之地。他非常擅长在内线使用自己的能量，无论是在抢篮板或是盖帽，卡位。他在有限的14.1分钟时间里能砍下3.3分2.4个篮板外加0.3次盖帽。在NBA季后赛里，他场均出战15.5分钟，能砍下3.8分2.5篮板外加2次盖帽。这轮系列赛中的第二场比赛中，他送出了2次盖帽，这也创造了一个NBA记录（新秀单场季后赛盖帽纪录）。
伊巴卡在2011年2月19日参加了NBA扣篮大赛。他先是以一个罚球线起跳扣篮开局，在晋级第二轮以后，他将一个毛绒动物玩具挂在篮架上，之后完成扣篮并用嘴将玩具叼下来。不过，他还是输给了布雷克·格里芬的飞跃汽车扣篮，痛失冠军。
在2011年NBA停摆中，伊巴卡以一份为期2个月，包含停摆后返回选项的合同加盟了皇家马德里俱乐部，与他的国家队队友鲁迪·费尔南德斯并肩作战.。在他为皇家马德里效力的短短六场比赛里，他场均出场15分钟，砍下5.5分4.7篮板和两个盖帽。.
停摆结束后，伊巴卡返回雷霆，在2012年2月19日面对丹佛掘金的比赛中，他拿到了首个三双成绩，砍下14分15个篮板，外加惊人的，创造他职业生涯新高的11个盖帽。值得一提的是，他的队友凯文·杜兰特在这场比赛中砍下当时创生涯新高的51分。伊巴卡打满这个缩水赛季的全部66场比赛，场均能砍下3.6个盖帽，荣膺盖帽王。他在最佳防守球员的评选中排名第二，仅次于当时效力于纽约尼克斯的泰森·钱德勒。
在同年季后赛中，雷霆一路杀入总决赛，伊巴卡在西部决赛中第4场惊人的11投11中，罚球4罚4中，是姚明之后第一位在季后赛11投全中的球员。不过最终雷霆还是在总决赛铩羽而归，以1-4输给了迈阿密热火。
伊巴卡的得分能力在2013NBA赛季得到了提升，场均得分由9.1提升至13.2，他能得到7.7个篮板以及冠绝全联盟的3次盖帽，再次得到盖帽王。在最佳防守球员评选中，他排名第三，仅次于勒布朗·詹姆斯和马克·加索尔。在季后赛中，由于拉塞尔·威斯布鲁克的受伤，雷霆倒在了第二轮。伊巴卡虽然还能贡献12.8分8.4篮板外加3次盖帽，不过命中率从常规赛的57.3%降到43.7%，降低了13%还多。
2013-14赛季，伊巴卡场均得分，篮板均创职业生涯新高，达到了15.1分和8.8个篮板，他总盖帽数219个冠绝全联盟。他场均得2.7次盖帽，仅次于安东尼·戴维斯。他第三次还入选了NBA最佳防守陣容。雷霆队在季后赛中先以4-3艰难击败孟菲斯灰熊，又以4-2击败洛杉矶快船。在第二轮的第六场比赛中，雷霆击败了快船队晋级西部决赛，而伊巴卡遭到克里斯·保罗的误伤，导致伊巴卡小腿受伤，一度被诊断赛季报销。。不过他还是在西部决赛对阵马刺的第三场复出，不过雷霆最后还是以2-4输给了马刺。伊巴卡季后赛场均能砍下12.2分，7.3篮板外加2.4次盖帽。

### 奥兰多魔术
2016年6月23日，伊巴卡被交易到奥兰多魔术。2016年11月13日，他得到职业生涯最高的31分，并命中制胜的底线跳投，带领魔术以 119-117 击败前球队俄克拉荷马雷霆。

## NBA常规赛数据
|  | 聯盟第一 |

| 賽季    | 球隊           | GP  | GS  | MPG  | FG%  | 3P%  | FT%  | RPG | APG | SPG | BPG | PPG  |
| ------- | -------------- | --- | --- | ---- | ---- | ---- | ---- | --- | --- | --- | --- | ---- |
| 2009–10 | 奧克拉荷馬雷霆 | 73  | 0   | 18.1 | .543 | .500 | .630 | 5.4 | .1  | .3  | 1.3 | 6.3  |
| 2010–11 | 奧克拉荷馬雷霆 | 82  | 44  | 27.0 | .543 | .000 | .750 | 7.6 | .3  | .4  | 2.4 | 9.9  |
| 2011–12 | 奧克拉荷馬雷霆 | 66  | 66  | 27.2 | .535 | .333 | .661 | 7.5 | .4  | .5  | 3.7 | 9.1  |
| 2012–13 | 奧克拉荷馬雷霆 | 80  | 80  | 31.1 | .573 | .351 | .749 | 7.7 | .5  | .4  | 3.0 | 13.2 |
| 2013–14 | 奧克拉荷馬雷霆 | 81  | 81  | 32.9 | .536 | .389 | .784 | 8.8 | 1.0 | .5  | 2.7 | 15.1 |
| 2014–15 | 奧克拉荷馬雷霆 | 64  | 64  | 33.1 | .476 | .376 | .836 | 7.8 | .9  | .5  | 2.4 | 14.3 |
| 2015–16 | 奧克拉荷馬雷霆 | 78  | 78  | 32.1 | .479 | .326 | .752 | 6.8 | .8  | .5  | 1.9 | 12.6 |
| 2016–17 | 奧蘭多魔術     | 56  | 56  | 30.5 | .488 | .388 | .846 | 6.8 | 1.1 | .6  | 1.6 | 15.1 |
| 2016–17 | 多倫多暴龍     | 23  | 23  | 31.0 | .459 | .398 | .882 | 6.8 | .7  | .3  | 1.4 | 14.2 |
| 2017–18 | 多倫多暴龍     | 76  | 76  | 27.5 | .483 | .360 | .797 | 6.3 | .8  | .4  | 1.3 | 12.6 |
| 2018–19 | 多倫多暴龍     | 74  | 51  | 27.2 | .529 | .290 | .763 | 8.1 | 1.3 | .4  | 1.4 | 15.0 |
| 生涯    | 生涯           | 753 | 619 | 28.7 | .514 | .357 | .761 | 7.3 | .7  | .4  | 2.2 | 12.3 |

## NBA季后赛数据
| 賽季     | 球隊             | GP | GS | MPG  | FG%  | 3P%  | FT%  | RPG | APG | SPG | BPG | PPG  |
| -------- | ---------------- | -- | -- | ---- | ---- | ---- | ---- | --- | --- | --- | --- | ---- |
| 2010     | 奧克拉荷馬城雷霆 | 6  | 0  | 25.5 | .571 | .000 | .700 | 6.5 | .3  | .3  | 2.0 | 7.8  |
| 2011     | 奧克拉荷馬城雷霆 | 17 | 17 | 28.8 | .462 | .000 | .825 | 7.3 | .2  | .2  | 3.1 | 9.8  |
| 2012     | 奧克拉荷馬城雷霆 | 20 | 20 | 28.4 | .528 | .250 | .722 | 5.8 | .6  | .6  | 3.0 | 9.8  |
| 2013     | 奧克拉荷馬城雷霆 | 11 | 11 | 33.3 | .437 | .444 | .792 | 8.4 | .7  | .0  | 3.0 | 12.8 |
| 2014     | 奧克拉荷馬城雷霆 | 15 | 15 | 33.7 | .622 | .333 | .750 | 7.3 | .5  | .7  | 2.4 | 12.2 |
| 2016     | 奧克拉荷馬城雷霆 | 18 | 18 | 33.4 | .521 | .449 | .750 | 6.3 | .6  | .8  | 1.3 | 12.0 |
| 生涯平均 |                  | 89 | 83 | 31.0 | .513 | .427 | .768 | 6.7 | .5  | .4  | 2.5 | 10.9 |

## 国家队生涯

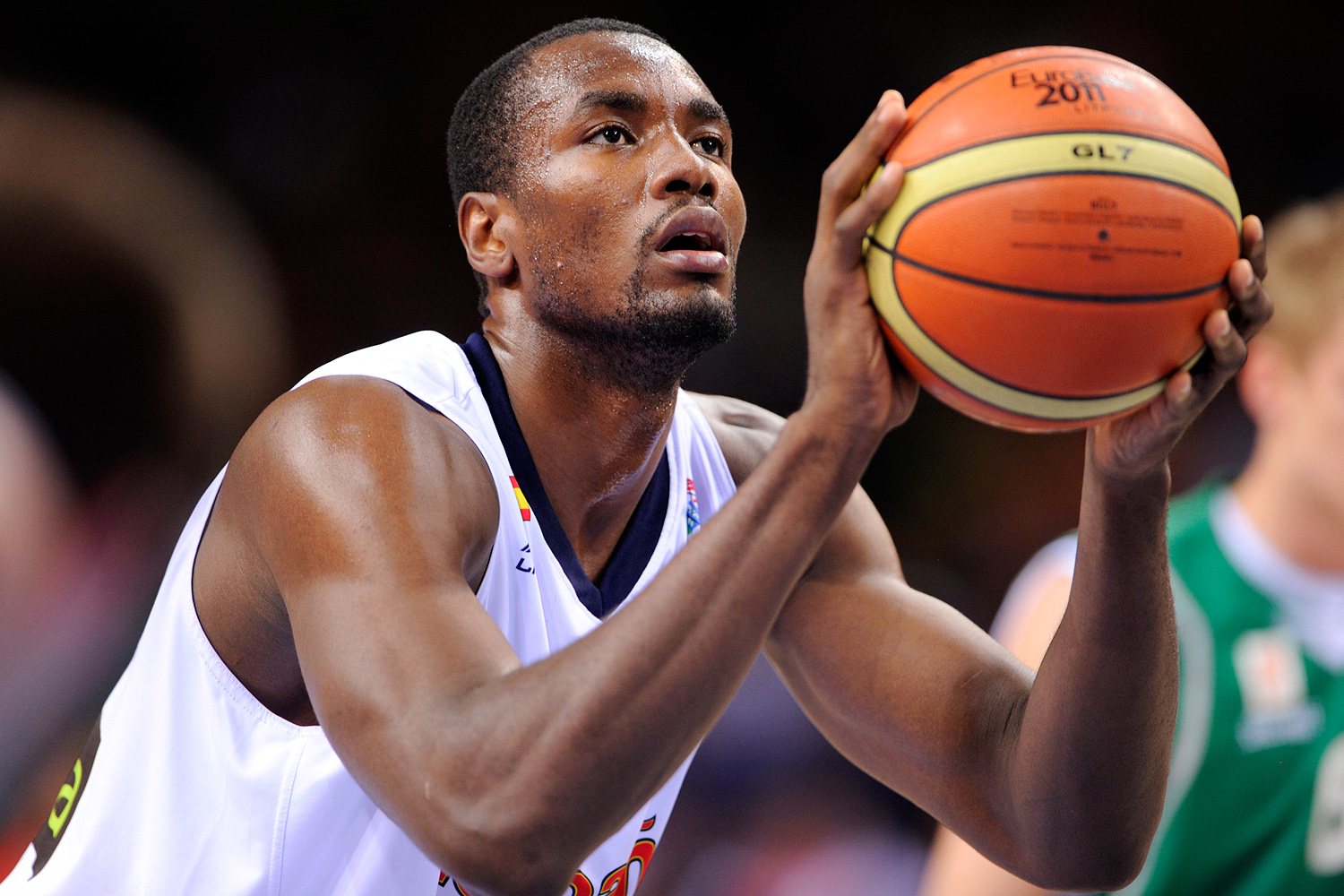
伊巴卡为西班牙国家队出战

在国际比赛方面，伊巴卡希望能早日为西班牙打球。因为多年住在乡村地区，他很久才被授予西班牙国籍。2011年7月15日，伊巴卡和西班牙队在欧锦赛决赛以98-85击败了法国队，得到了金牌；在2012年伦敦奥运会男子篮球决赛，伊巴卡和西班牙队在决赛不敌由勒布朗·詹姆斯和隊友凯文·杜兰特率领的美国国家队，获得一枚银牌。

## 个人軼事
伊巴卡会说4种不同的语言，分别是法語、林加拉語、西班牙语和英语。
除此以外，在中国，塞尔吉.伊巴卡拥有一个有趣的绰号-“28先生”这是因为在早年有关于伊巴卡的新闻中有过其阴茎长达28厘米的传闻，在中国最大的篮球社区虎扑，伊巴卡的名字成为了一种赞赏

## 外部連結
- 賽爾吉·伊巴卡在fiba.basketball（英语）
- 賽爾吉·伊巴卡在archive.fiba.com（存檔）（英语）
- 賽爾吉·伊巴卡在NBA官網（英语）
- 賽爾吉·伊巴卡在NBA G聯盟官網（英语）
- 賽爾吉·伊巴卡在歐洲籃球聯賽官網（英语）
- 賽爾吉·伊巴卡在西班牙篮球甲级联赛官網（球員）（西班牙语）
- 賽爾吉·伊巴卡在德國籃球甲級聯賽官網（德语）
- 賽爾吉·伊巴卡在Basketball-Reference.com（NBA）（英语）
- 賽爾吉·伊巴卡在Basketball-Reference.com（NBA G聯盟）（英语）
- 賽爾吉·伊巴卡在Basketball-Reference.com（國際）（英语）
- 賽爾吉·伊巴卡在ESPN（NBA）（英语）
- 賽爾吉·伊巴卡在Eurobasket.com（球員）（英语）
- 賽爾吉·伊巴卡在Proballers（英语）
- 賽爾吉·伊巴卡在RealGM（球員）（英语）
- 賽爾吉·伊巴卡在Olympics.com（英语）
- 賽爾吉·伊巴卡在Olympedia（英语）